# Don't Give Up the Fight
Don't Give Up the Fight is een nummer van de Nederlandse band Racoon. Het nummer verscheen op hun album Liverpool Rain uit 2011. Op 2 december van dat jaar werd het nummer uitgebracht als de derde single van het album.

## Achtergrond
Aan het eind van 2011 bracht Racoon de single "Don't Give Up the Fight" uit, waarbij alle opbrengsten naar Stichting Jayden zouden gaan. Jayden was een driejarige jongen die overleed aan neuroblastoomkinderkanker. Zijn ouders richtten deze stichting op na zijn overlijden, waarbij zij verder onderzoek naar neuroblastoom willen stimuleren en financieren. Zanger Bart van der Weide zei hierover: "Bot gezegd zijn er te weinig kinderen die aan neuroblastoom lijden, met als gevolg dat het geld naar andere vormen van kinderkankeronderzoek gaat. Toen Rob Faasse, m'n oude buurjongen, z'n zoontje verloor na een hartverscheurende tijd, hoefden we niet lang na te denken over zijn vraag ambassadeurs te worden. We zijn allemaal vaders en kennen onvoorwaardelijke liefde. "Don't Give Up the Fight" is voor eeuwig voor Jayden."
De videoclip van het nummer werd geregisseerd door cinematograaf Maximiliaan Dierickx. De single bereikte de twintigste plaats in de Nederlandse Top 40 en de achtste plaats in de Single Top 100.

## Hitnoteringen

### Nederlandse Top 40
| Hitnotering: 03-03-2012 t/m 14-04-2012 | Hitnotering: 03-03-2012 t/m 14-04-2012 | Hitnotering: 03-03-2012 t/m 14-04-2012 | Hitnotering: 03-03-2012 t/m 14-04-2012 | Hitnotering: 03-03-2012 t/m 14-04-2012 | Hitnotering: 03-03-2012 t/m 14-04-2012 | Hitnotering: 03-03-2012 t/m 14-04-2012 | Hitnotering: 03-03-2012 t/m 14-04-2012 | Hitnotering: 03-03-2012 t/m 14-04-2012 |
| Week                                   | 1                                      | 2                                      | 3                                      | 4                                      | 5                                      | 6                                      | 7                                      |                                        |
| -------------------------------------- | -------------------------------------- | -------------------------------------- | -------------------------------------- | -------------------------------------- | -------------------------------------- | -------------------------------------- | -------------------------------------- | -------------------------------------- |
| Nummer                                 | 29                                     | 23                                     | 20                                     | 21                                     | 23                                     | 27                                     | 33                                     | uit                                    |

### Single Top 100
| Hitnotering: 31-12-2011 t/m 12-05-2012 | Hitnotering: 31-12-2011 t/m 12-05-2012 | Hitnotering: 31-12-2011 t/m 12-05-2012 | Hitnotering: 31-12-2011 t/m 12-05-2012 | Hitnotering: 31-12-2011 t/m 12-05-2012 | Hitnotering: 31-12-2011 t/m 12-05-2012 | Hitnotering: 31-12-2011 t/m 12-05-2012 | Hitnotering: 31-12-2011 t/m 12-05-2012 | Hitnotering: 31-12-2011 t/m 12-05-2012 | Hitnotering: 31-12-2011 t/m 12-05-2012 | Hitnotering: 31-12-2011 t/m 12-05-2012 | Hitnotering: 31-12-2011 t/m 12-05-2012 | Hitnotering: 31-12-2011 t/m 12-05-2012 | Hitnotering: 31-12-2011 t/m 12-05-2012 | Hitnotering: 31-12-2011 t/m 12-05-2012 | Hitnotering: 31-12-2011 t/m 12-05-2012 | Hitnotering: 31-12-2011 t/m 12-05-2012 | Hitnotering: 31-12-2011 t/m 12-05-2012 | Hitnotering: 31-12-2011 t/m 12-05-2012 | Hitnotering: 31-12-2011 t/m 12-05-2012 | Hitnotering: 31-12-2011 t/m 12-05-2012 | Hitnotering: 31-12-2011 t/m 12-05-2012 |
| Week                                   | 1                                      | 2                                      | 3                                      | 4                                      | 5                                      | 6                                      | 7                                      | 8                                      | 9                                      | 10                                     | 11                                     | 12                                     | 13                                     | 14                                     | 15                                     | 16                                     | 17                                     | 18                                     | 19                                     | 20                                     |                                        |
| -------------------------------------- | -------------------------------------- | -------------------------------------- | -------------------------------------- | -------------------------------------- | -------------------------------------- | -------------------------------------- | -------------------------------------- | -------------------------------------- | -------------------------------------- | -------------------------------------- | -------------------------------------- | -------------------------------------- | -------------------------------------- | -------------------------------------- | -------------------------------------- | -------------------------------------- | -------------------------------------- | -------------------------------------- | -------------------------------------- | -------------------------------------- | -------------------------------------- |
| Positie                                | 37                                     | 54                                     | 61                                     | 74                                     | 68                                     | 72                                     | 64                                     | 43                                     | 8                                      | 21                                     | 22                                     | 32                                     | 32                                     | 57                                     | 69                                     | 69                                     | 39                                     | 64                                     | 71                                     | 88                                     | uit                                    |

### NPO Radio 2 Top 2000
| Nummer met noteringen in de NPO Radio 2 Top 2000 | '12 | '13 | '14 | '15 | '16 | '17 | '18 | '19 | '20 | '21 | '22 | '23 | '24 |
| ------------------------------------------------ | --- | --- | --- | --- | --- | --- | --- | --- | --- | --- | --- | --- | --- |
| Don't Give Up the Fight                          | 156 | 151 | 160 | 230 | 358 | 397 | 527 | 633 | 582 | 726 | 905 | 947 | 854 |

1. ↑  Een vetgedrukt getal geeft de hoogste notering aan.
2. ↑  2012 was het eerste jaar met een notering voor dit nummer.